# 21062 Яскі
21062 Яскі (21062 Iasky) — астероїд головного поясу, відкритий 13 травня 1991 року.
Тіссеранів параметр щодо Юпітера — 3,110.